# National Geographic Farsi
 (février 2020).

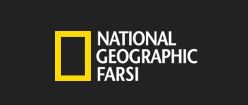
Logo de National Geographic Farsi

National Geographic farsi est une chaîne documentaire gratuite qui a été lancée le 15 octobre 2011 et relancée le 1er septembre 2017. 
Il s'agit de l'édition officielle en langue persane du National Geographic Channel. La chaîne est diffusée via Eutelsat W3A. 
La chaîne devait être diffusée pour un public persanophone en Iran, en Afghanistan et au Tadjikistan. La diffusion de la chaîne était basée à Dubaï et aux États-Unis.